# Eastwood, Michigan
Eastwood är en så kallad census-designated place i Kalamazoo County i Michigan. Vid 2010 års folkräkning hade Eastwood 6 340 invånare.